# Томберг, Рихард Иоганович
Ри́хард Иога́нович То́мберг (эст. Richard Tomberg, 6 сентября 1897, д. Мыйзамаа, Эстляндская губерния, Российская империя — 25 мая 1982, Таллин, Эстонская ССР) — эстонский и советский военный деятель, командующий Военно-воздушными силами Эстонии, генерал-майор (29.12.1940).

## Биография
Рихард Томберг родился 6 сентября 1897 года в деревне Мыйзамаа Симунаского прихода (Везенбергский уезд Эстляндской губернии) в крестьянской семье Йюхана и Марии Томберг. Старший брат Рихарда, Густав, работал учителем в Таммикуской сельской школе. Начальное образование Рихард получил в Саллаской сельской школе, Симунаской 3-классной школе и Уудекюлаской министерской школе. В 1912 году поступил в Везенбергскую учительскую семинарию, которую окончил в 1915 году и сразу поступил вольноопределяющимся в Русскую императорскую армию.
В том же году поступил юнкером в Виленское военное училище (эвакуированное в это время в Полтаву), после окончания 4-месячного курса которого 1 января 1916 года произведён в прапорщики и направлен в 30-й запасной пехотный батальон. Весной 1916 года переведён в 10-й стрелковый полк, в рядах которого получил боевое крещение под Якобштадтом. В июне 1917 года получил под свою команду 1-ю роту полка. В декабре 1917 года получил отпуск и уехал домой.
В это время шло формирование эстонских национальных частей. В Везенберге Томберг поступил младшим офицером в 4-й Эстонский пехотный полк. 30 апреля 1919 года зачислен в офицерский резерв Эстонской армии, а 10 мая того же года назначен в распоряжение командующего 2-й дивизией. В том же году переведён в 8-й пехотный полк, где назначен командиром роты. За заслуги в Освободительной войне произведён 15 октября 1919 года в поручики, а 22 октября того же года — в штабс-капитаны.
В 1921—1923 годах Рихард Томберг прошёл обучение на Общевойсковых офицерских курсах и Курсах Генерального штаба, после окончания которых 20 февраля 1923 года зачислен в управление Генерального штаба, а 22 февраля того же года произведён в капитаны. 15 марта 1924 года назначен начальником отделения «А» I (оперативного) отдела Генерального штаба. 1 августа того же года назначен помощником начальника I (оперативного) отдела, но уже 25 августа освобождён от должности для командирования во Францию.
В 1924—1926 годах Томберг обучался во Франции в Высшей военной школе (фр. École supérieure de guerre). 26 ноября 1924 года получил чин майора. После возвращения из Франции 25 сентября 1926 года назначен офицером для поручений Генерального штаба, а 31 декабря того же года — исполняющим обязанности начальника I (оперативного) отдела Генерального штаба. 1 февраля 1927 года утверждён в должности начальника отдела и 22 февраля произведён в подполковники. Читал лекции по тактике и истории военного искусства в Высшей военной школе Эстонской армии.
Весной 1929 года Рихард Томберг командирован в Великобританию для обучения лётному делу. После прохождения курса обучения в ноябре 1929 года получил свидетельство на звание британского военного лётчика. После возвращения в Эстонию 1 июля 1930 года назначен командующим Эстонскими Военно-воздушными силами. 18 февраля 1931 года произведён в полковники. Читал лекции по авиационному делу в Высшей военной школе. 7 октября 1939 года назначен первым помощником начальника штаба Вооружённых сил Эстонии, но уже 8 ноября вновь назначен командующим ВВС. 24 февраля 1940 года произведён в генерал-майоры.
Летом 1940 года, после присоединения Эстонии к СССР и преобразования её армии в 22-й Эстонский территориальный стрелковый корпус РККА, Рихард Томберг назначен начальником 180-й стрелковой дивизии. В июне 1941 года вызван в Москву для прохождения курса обучения в Военной академии Генерального штаба РККА имени К. Е. Ворошилова, который он окончил в декабре того же года. Вскоре назначен преподавателем, а затем заместителем начальника кафедры общей тактики Военной академии имени М. В. Фрунзе.
26 февраля 1944 года Рихард Томберг был арестован по обвинению в шпионаже в пользу Великобритании, 8 лет содержался в камере предварительного заключения. Также ему вменялась в вину следствием и антисоветская агитация: «Советское правительство оторвано от народа, не знает положения дел», «народ в СССР голодает», «восхваление порядков в буржуазных странах». Виновным себя не признал. Весной 1952 года приговорён к 25 годам исправительно-трудовых лагерей, отбывал наказание в Ангарске. 18 июня 1956 года освобождён по амнистии как «необоснованно осужденный». В дальнейшем проживал в Таллине, с 1957 по 1962 год работал в Таллинском территориальном строительном тресте, а с 1962 года — заведующим отдела кадров, труда и зарплаты Республиканского совета межколхозных строительных организаций Эстонской ССР.
Рихард Томберг умер 25 мая 1982 года в Таллине, похоронен на Лесном кладбище (Метсакальмисту).

## Семья
В мае 1918 года Рихард Томберг женился на Ольге Селетниковой (ум. 22 августа 1982), церемония прошла в Иеввеской православной церкви. В декабре того же года у них родилась дочь Клаудия. В июле 1934 года родился сын Ило.
Клаудия Томберг в марте 1939 года вышла замуж за офицера Вильяма Лаанекырба (эст. William Laanekõrb; ум. 2004). У них родились два сына и дочь. В сентябре 1944 года, незадолго до вступления в Таллин Красной армии, семья Лаанекырбов уехала в Германию, где некоторое время содержалась в лагере беженцев. После окончания войны они эмигрировали в Австралию.
Ило Томберг в 1944 году остался с матерью в Таллине. В 1966 году он женился на Эне Пау, у них родились два сына. Проживают в Эстонии.

## Награды
За время службы Рихард Томберг был отмечен следующими наградами:
- орден Орлиного креста 2-й степени (24 февраля 1938, Эстония)[3],
- орден Орлиного креста 3-й степени (22 февраля 1934, Эстония)[4],
- медаль «В память Освободительной войны» (Эстония),
- орден Белого льва 3-й степени (Чехословакия),
- орден Трёх звёзд 2-й и 3-й степеней (Латвия),
- орден Почётного легиона, офицерский крест (22 сентября 1935, Франция),
- орден Возрождения Польши 3-й степени (Польша),
- орден Меча 3-й степени (Швеция),
- орден Красной Звезды (7.12.1943, СССР)[5].

## Увековечение памяти
6 сентября 2002 года около деревни Мыйзамаа, на месте мызы, где родился Рихард Томберг, был открыт памятный камень. На церемонии присутствовали сын и два внука Рихарда Томберга, а также представители Военно-воздушных сил Эстонии.